# Куркелеський сільський округ
Куркеле́ський сільський округ (каз. Күркелес ауылдық округі, рос. Куркелесский сельский округ) — адміністративна одиниця у складі Сариагаського району Туркестанської області Казахстану. Адміністративний центр — село Акнієт.
Населення — 30989 осіб (2021; 19186 у 2009, 12830 у 1999, 10441 у 1989).
Станом на 1989 рік існували Ільїчівська сільська рада (села Бескудук, Білий Дом, Жанаарик, Жанаталап, Ільїч, Кизил-Казахстан, Карла Маркса, Келеське, Красіно, Ортатобе, Ударник, селище Темерші) та Тегісшильська сільська рада (села 22 Партз'їзд, Абай, Алагбас, Коктобе, Маданієт, Мічуріно, Тегісшиль). Пізніше села Абай, Коктобе, Маденієт (колишнє село Маданієт) та Тегісшиль утворили окремий Тегісшильський сільський округ. 2023 року село Дархан (колишнє село Красіно) передано до складу Коктерецької селищної адміністрації.

## Склад
До складу округу входять такі населені пункти:
| Населений пункт | Колишні назви   | Населення, осіб (1989) | Населення, осіб (1999) | Населення, осіб (2009) | Населення, осіб (2021) |
| --------------- | --------------- | ---------------------- | ---------------------- | ---------------------- | ---------------------- |
| Акнієт, село    | Ільїч           | 1545                   | 1773                   | 2894                   | 4658                   |
| Ак-Уй, село     | Білий Дом       | 146                    | 217                    | 396                    | 1877                   |
| Алгабас, село   | Алагбас         | 507                    | 653                    | 816                    | 1419                   |
| Береке, село    | Ортатобе        | 238                    | 372                    | 354                    | 1924                   |
| Бескудук, село  | -               | 214                    | 62                     | 83                     | 13                     |
| Дастан, село    | -               | -                      | -                      | 615                    | 781                    |
| Єнкес, село     | Карла Маркса    | 2366                   | 2935                   | 3920                   | 5241                   |
| Жанаарик, село  | -               | 1106                   | 1303                   | 1935                   | 2478                   |
| Жанаталап, село | -               | 432                    | 571                    | 1225                   | 1778                   |
| Жилису, село    | Кизил-Казахстан | 351                    | 405                    | 514                    | 890                    |
| Келес, село     | Келеське        | 540                    | 892                    | 695                    | 962                    |
| Култума, село   | Ударник         | 179                    | 234                    | 347                    | 503                    |
| Куркелес, село  | 22 Партз'їзд    | 2192                   | 2830                   | 4084                   | 6389                   |
| Нурлижол, село  | Мічуріно        | 521                    | 583                    | 1308                   | 2076                   |
| Темерші, селище | -               | 104                    | -                      | -                      | -                      |